# Thumbedin
Thumbedin – gaun wikas samiti we wschodniej części Nepalu w strefie Meći w dystrykcie Taplejung. Według nepalskiego spisu powszechnego z 2001 roku liczył on 489 gospodarstw domowych i 2638 mieszkańców (1359 kobiet i 1279 mężczyzn).